# Kútmúzeum (Makó)
A makói Kútmúzeum egy szabadtéri kiállítás, a Makó Térségi Víziközmű Kft. technikatörténeti gyűjteménye.
2001-ben kezdődött a régi kerekes vagy kézi pumpás közkutak összegyűjtése és felújítása, a gyűjtemény megalapozásában Vida Sándor makói építésztechnikus szerzett elévülhetetlen érdemeket. A jelenleg 16 kutat számláló kollekció tagjait többnyire a víziközmű-társulatnak ajándékozták egykori tulajdonosaik, de néhányhoz csere útján jutottak hozzá. A gyűjtemény szabadtéren, a Makó Térségi Víziközmű Kft. székhelyének parkjában, a Tinódi u. 8/A. szám alatt található. A kiállítóhely hétfőtől csütörtökig, 8 és 15 óra között látogatható.